# 拉雷库尔
拉雷库尔（法語：Rarécourt，法語發音：[ʁaʁekuʁ]）是法国默兹省的一个市镇，属于凡尔登区。

## 地理
拉雷库尔（49°4'36"N, 5°7'25"E）面积15.41 平方千米，位于法国大東部大區默兹省，该省份为法国西北部内陆省份，北与比利时接壤，西接马恩省和阿登省，南至上马恩省和孚日省，东临默尔特-摩泽尔省。
与拉雷库尔接壤的市镇（或旧市镇、城区）包括：阿戈讷地区博略、阿戈讷地区克莱蒙、弗鲁瓦多、库桑塞河畔维尔。

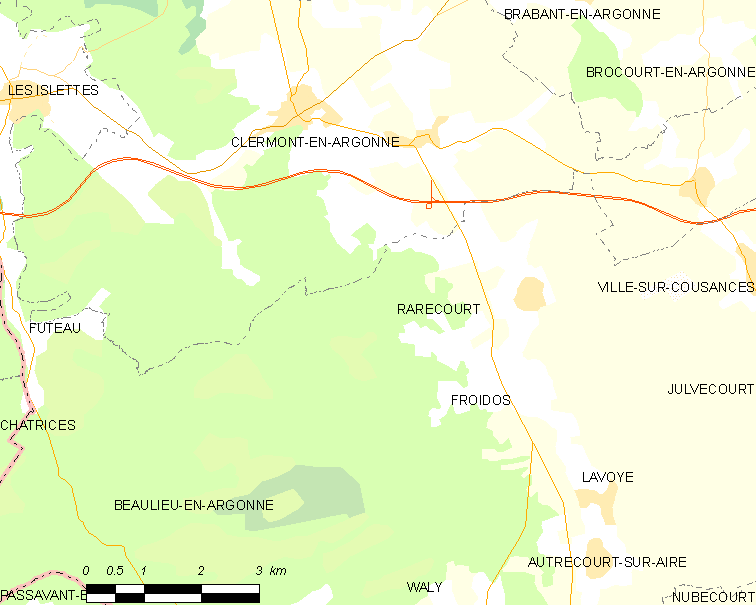
拉雷库尔的OSM定位图

拉雷库尔的时区为UTC+01:00、UTC+02:00（夏令时）。

## 行政
拉雷库尔的邮政编码为55120，INSEE市镇编码为55416。

## 政治
拉雷库尔所属的省级选区为阿戈讷地区克莱蒙县。

## 人口

1962-2008年间拉雷库尔人口变化图示

拉雷库尔于2022年1月1日时的人口数量为205人。